# 789 Lena
789 Lena eller 1914 UU är en asteroid i huvudbältet, som upptäcktes den 24 juni 1914 av den ryske astronomen Grigorij N. Neujmin vid Simeiz-observatoriet på Krim. Den har fått sitt namn efter upptäckarens moder, Jelena "Lena" Petrovna Neujmina (1860–1942).
Asteroiden har en diameter på ungefär tjugotvå kilometer.